# Henry Hyde
Henry John Hyde (18 de abril de 1924 - 29 de noviembre de 2007), político estadounidense, era un miembro republicano de la Cámara de Representantes de Estados Unidos desde 1975 hasta 2007, lo que representa el Distrito 6 de Illinois, una zona de los suburbios del noroeste de Chicago que incluyó El aeropuerto internacional de O'Hare. Presidió el Comité Judicial de 1995-2001, y el Comité de Relaciones Internacionales de la Cámara desde 2001 hasta 2007. Él ganó la atención nacional por su papel de liderazgo en la gestión del juicio político del presidente Bill Clinton.